# 弗勒里德旺杜欧蒙
弗勒里德旺杜欧蒙（法語：Fleury-devant-Douaumont，法語發音：[flœʁi dəvɑ̃ dwomɔ̃]，意为“杜欧蒙前方的弗勒里”）是法国默兹省的一个市镇，属于凡尔登区。该市镇总面积10.27平方公里，2021年时的人口为0人，是默兹省第一次世界大战期间被摧毁的九个村庄之一。

## 地理
弗勒里德旺杜欧蒙（49°11'42"N, 5°26'4"E）面积10.27 平方千米，位于法国大東部大區默兹省，该省份为法国西北部内陆省份，北与比利时接壤，西接马恩省和阿登省，南至上马恩省和孚日省，东临默尔特-摩泽尔省。
与弗勒里德旺杜欧蒙接壤的市镇（或旧市镇、城区）包括：默兹河畔贝尔维尔、默兹河畔布拉、埃镇、凡尔登、杜欧蒙-沃。
弗勒里德旺杜欧蒙的时区为UTC+01:00、UTC+02:00（夏令时）。

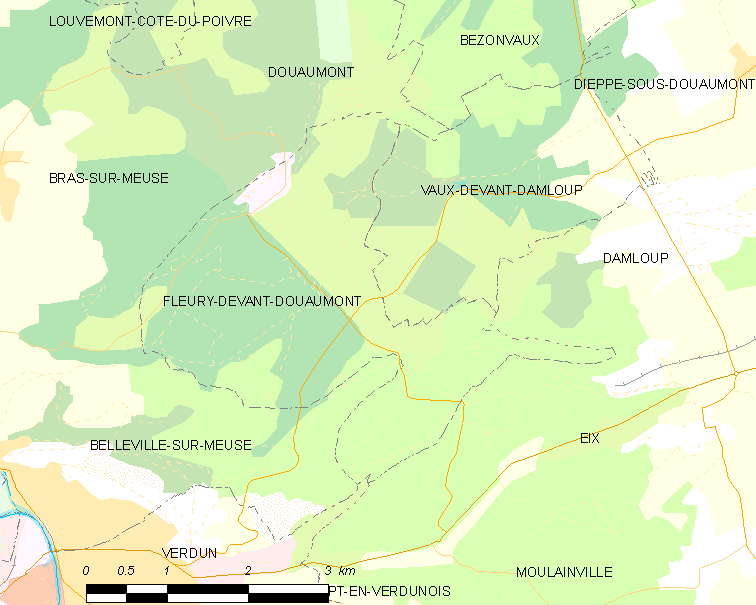
弗勒里德旺杜欧蒙的OSM定位图

## 行政
弗勒里德旺杜欧蒙的邮政编码为55100，INSEE市镇编码为55189。

## 政治
弗勒里德旺杜欧蒙所属的省级选区为默兹河畔贝尔维尔县。

## 人口

1962-2008年间弗勒里德旺杜欧蒙人口变化图示

弗勒里德旺杜欧蒙于2022年1月1日时的人口数量为0人。